# کمیک‌های کارآگاهی (جلد ۲۷)
جلد ۲۷ کمیک‌های کارآگاهی (به انگلیسی: Detective Comics #27) یک کتاب مصور است که در ۳۰ مارس ۱۹۳۹ توسط باب کین و بیل فینگر منتشر شد. شهرت گسترده این کمیک به دلیل اولین حضور دومین ابرقهرمان دی سی کامیکس، بتمن است. این کمیک تا به امروز موفق به فروش ۱٫۵ میلیون دلار شده است که سومین کمیک پرفروش جهان را کسب کرده است.

## سرقت ادبی
متأسفانه در این مدت طولانی، اسمی از بیل فینگر برده نشد و در رسانه‌ها نام باب کین را به عنوان خالق بتمن در نظر گرفته شد. در صورتی که فینگر بسیاری از پایه و اساس بتمن را تشکیل داده بود. خوشبختانه در سال ۲۰۱۷ با انتشار مستندی به نام بیل و بتمن هواداران به حقیقت پی بردند و متوجه شدند که اگر فینگر نقشی نداشت، بتمن تبدیل به قهرمانی با بال‌های بزرگ و لباس قرمز می‌شد. پس از آن، کمپانی دی سی نام بیل فینگر را هم به عنوان خالق بتمن لحاظ کرد.

## در رسانه‌ها
در رسانه‌ها اشارات فراوانی به این کمیک شده است که به خصوص به بازآفرینی آن در تعدادی از کاورهای کمیک استریپ منتهی می‌شود. برخی از شناخته شده‌ترین آنان عبارت است از:
- در فن فیلم، انیمیشن سینمایی و سریال مربوط به بتمن شجاع و جسور برای مدتی کوتاه می‌توان لباس کلاسیک بتمن (مربوط به این جلد) را مشاهده کنیم.
- در انیمیشن کوتاه بتمن: روزهای عجیب که در سال ۲۰۱۴ منتشر شد و دربارهٔ دوران ابتدایی ورود بتمن به دنیای جرم و جنایت بود، لباس این کمیک را بر تن کرده بود.
- در بازی‌های لگو بتمن ۳: ماورای گاتهام، بتمن: شوالیه آرکهام، بتمن: شهر آرکهام و لیگ عدالت اکشن (که برای اندروید ساخته شد) لباس اولین حضور بتمن برای بازیکنان قابل دسترس بود.
- در سال ۲۰۱۹ کمپانی برادران وارنر از نسخه آپدیت شده بازی بی‌عدالتی ۲ برای گوشی‌های هوشمند رونمایی کرد که به مناسبت هشتادمین سالگرد این کمیک، لباس مخصوص این کمیک را به همراه گرافیک دو بعدی منتشر کرد.
- در سال ۲۰۲۴ سریال بتمن: شوالیه شنل دار که برپایه سریال بتمن: مجموعه پویانمایی بود تولید شد و بتمن با این لباس به تصویر کشیده شد.